# Khorassaniens
Les Khorassaniens sont les habitants de la vallée du Khorassan, en Iran. C'est de là qu'est partie la révolte de persans convertis à l'islam qui a abouti au renversement de la dynastie des Omeyyades par les Abbassides au milieu du VIIIe siècle après Jésus-Christ.
Par la suite, les Khorassaniens formeront la garde prétorienne des califes Abbassides.